# Psilopleura scripta
Psilopleura scripta là một loài bướm đêm thuộc phân họ Arctiinae, họ Erebidae.